# سورة التحريم
سُورَةُ التَّحْرِيم هي سورة مدنية، من المفصل، آياتها 12، وترتيبها في المصحف 66، وهي آخر سورة في الجزء الثامن والعشرين، بدأت بأسلوب نداء للنبي محمد ﷺ ﴿يَا أَيُّهَا النَّبِيُّ لِمَ تُحَرِّمُ مَا أَحَلَّ اللَّهُ لَكَ تَبْتَغِي مَرْضَاةَ أَزْوَاجِكَ وَاللَّهُ غَفُورٌ رَحِيمٌ ۝١﴾ [التحريم:1]، نزلت بعد سورة الحجرات.

## تفسير السورة
تروي بعض كتب التفسير في أسباب نزول آيات سورة التحريم أن رسول الله ﷺ كان يأكل العسل عند أم المؤمنين زينب بنت جحش فانزعجت حفصة بنت عمر وتظاهرت مع عائشة بنت أبي بكر على الرسول كما روي القران ﴿إِنْ تَتُوبَا إِلَى اللَّهِ فَقَدْ صَغَتْ قُلُوبُكُمَا وَإِنْ تَظَاهَرَا عَلَيْهِ فَإِنَّ اللَّهَ هُوَ مَوْلَاهُ وَجِبْرِيلُ وَصَالِحُ الْمُؤْمِنِينَ وَالْمَلَائِكَةُ بَعْدَ ذَلِكَ ظَهِيرٌ ۝٤﴾ [التحريم:4].
وحدثت حادثة عسل المغافير المروية في كتب الحديث.
ويروى أن حفصة كان لديها عسل تسقي رسول الله منه، فكان يبقى عندها أطول من العادة، فاتفقت نساؤه عائشة وسودة وصفية على أن يقولوا له بأن له ريحًا مزعجة، فلم يعد يشرب العسل وحرم نفسه منه.
جعل الله طبيعة هذا الدين الانطلاق بالحياة إلى الأمام : نموًّا وتكاثرًا، ورفعة وطهرًا. في آن واحد. فلم يعطل طاقة بانية، ولم يكبت استعداداً نافعًا. بل نشط الطاقات وأيقظ الاستعدادات وحافظ على حركة الاندفاع إلى الأمام مع حركة الارتفاع إلى الأفق الكريم الذي يعد المخلوق الفاني في الأرض للحياة الباقية في دار الخلود.
وعندما جرى قدر الله أن يجعل قدر هذه العقيدة هكذا جرى كذلك باختيار رسولها - –إنساناً تتمثل فيه هذه العقيدة بكل خصائصها، وتتجسم فيه بكل حقيقتها، ويكون هو بذاته وبحياته الترجمة الصحيحه الكاملة لطبيعتها واتجاهها. إنساناً قد اكتملت طاقاته الإنسانية كلها، ضليع التكوين الجسدي، قوي البنية، سليم البناء، صحيح الحواس، يقظ الحس، يتذوق المحسوسات تذوقاً كاملاً سليماً وهو في ذات الوقت ضخم العاطفة، حيي الطباع، سليم الحساسية، يتذوق الجمال، متفتح للتلقي والاستجابة. وهو في الوقت ذاته كبير العقل، واسع الفكر، فسيح الأفق، قوي الإرادة، يملك نفسه ولا تملكه.. ثم هو بعد ذلك..النبي..الذي تشرق روحه بالنور الكلي، والذي تطيق روحه الإسراء والمعراج، والذي ينادي من السماء، والذي يري نور ربه، والذي تتصل حقيقته بحقيقة كل شيء في الوجود من وراء الأشكال والظواهر، فيسلم عليه الحصى والحجر، ويحن له الجذع وترتجف به أحد (الجبل)..! ثم تتوازن في شخصيته هذه الطاقات كلها. فإذا هو التوازن المقابل لتوازن العقيدة التي اختير لها.
وجعل الله حياة الرسول الخاصة والعامة كتاباً مفتوحاً لأمته وللبشرية كلها، تقرأ فيه صور هذه العقيدة، وترى فيه تطبيقاتها الواقعية ومن لايجعل فيه ستراً مخبؤاً ولاستراً مطوياً . بل يعرض جوانب كثيرة منها في القرآن، ويكشف منها ما يطوى عادة في حياة الإنسان العادي. حتى مواطن الضعف البشري الذي لا حيلة فيه لبشر. بل إن الإنسان ليكاد يلمح القصد في كشف هذه المواضع في حياة الرسول ﷺ للناس ! إنه ليس له في نفسه شيء خاص. فهو لهذه الدعوة كله فعلام يخبئ جانب من حياته – . وقد نقل أصحاب الرسول للناس من بعده أدق تفصيلات هذه الحياة، فكان هذا إلى جانب ما سجله القرآن الكريم من هذه الحياة السجل الباقي للبشرية إلى نهاية الحياة.
والسورة تعرض في صدرها صفحة من صفحات الحياة البيتية لرسول الله ﷺ وصورة الانفعالات والاستجابات الإنسانية بين نسائه وبعض، وبينهن وبينه! وانعكاس هذه الانفعالات والاستجابات في حياته ﷺ وفي حياة الجماعة المسلمة كذلك..ثم التوجيهات العامة للأمة على ضوء ما وقع في بيوت رسول الله وبين أزواجه.
ويحسن أن نذكر ملخصاً عن قصة أزواج النبى، وعن حياته البيتية مما يعين على تصور الحوادث والنصوص التي جاءت بصددها هذه السورة.
أول أزواجه (خديجه بنت خويلد)  تزوجها رسول الله ﷺ وهو ابن خمس وعشرين وقيل ثلاث وعشرون، وسنها  أربعون أو فوق الأربعين، وماتت  قبل الهجرة بثلات سنوات، ولم يتزوج غيرها حتى توفيت. وقد تجاوزت سنه الخمسين.
فلما توفيت خديجه بنت خويلد تزوج ﷺ (سودة بنت زمعة)  ولم يرو أنها ذات جمال ولا شباب إنما كانت أرملة للسكران بن عمرو بن عبد شمس. وكان زوجها من السابقين إلى الإسلام من مهاجري الحبشة فلما توفي عنها تزوجها الرسول ﷺ.
ثم تزوج (عائشة بنت أبي بكر) وكانت صغيرة ولم يدخل بها إلا بعد الهجرة. ولم يتزوج بكراً غيرها. وكانت أحب نسائه إليه، وقيل كانت سنها تسع سنوات وبقيت معه تسع سنوات وخمسة أشهر. وتوفي عنها رسول الله ﷺ.
ثم تزوج (حفصة بنت عمر ابن الخطاب)  بعد الهجرة بسنتين وأشهر. تزوجها ثيباً. بعد أن عرضها أبوها على أبي بكر وعلى عثمان فلم يستجيبا. فوعده النبي خيراً منهما وتزوجها.
ثم تزوج (زينب بنت خزيمة) وكان زوجها الأول عبيدة بن الحارث بن عبد المطلب قد قتل يوم بدر. وكان زوجها قبل النبي هو عبد الله بن جحش الأسدي الذي استشهد يوم أحد وتوفيت زينب في حياة الرسول ﷺ.
وتزوج (أم سلمة) وكانت قبله زوجاً لأبي سلمة، الذي جرح في أحد وظل جرحه يعاوده حتي مات به فتزوج رسول الله ﷺ أرملته. وضم إليه عياله من أبي سلمة.
وتزوج (زينب بنت جحش) بعد أن زوجها لمولاه ومتبناه زيد بن حارثه فلم تستقيم حياتهما فطلقها وكانت جميلة وضيئه، وهي التي كانت عائشة –رضى الله عنها تحس أنها تساميها لنسبها من رسول الله ﷺ وهي بنت عمته، ولوضاءتها.
ثم تزوج (جويرية بنت الحارث) سيد بني المصطلق بعد غزوة بني المصطلق.
ثم تزوج (أم حبيبة بنت أبي سفيان) بعد الحديبة. وكانت مهاجرة مسلمة في بلاد الحبشة. فارتد زوجها عبيد الله بن جحش إلى النصرانية وتركها. فخطبها النبي ﷺ وأمهرها عنه نجاشي الحبشة وجاءت من هناك إلى المدينة.
وتزوج إثر فتح خيبر (صفية بنت حيي بن أخطب) زعيم بني النضير.
ثم تزوج (ميمونة بنت الحارث بن حزن) وهي خالة خالد بن الوليد. وكانت قبل رسول الله ﷺ عند أبي رهم بن عبد العزى وهي آخر من تزوج ﷺ.
وهكذا نرى لكل زوجه من أزواجه قصة وسبباُ في زواجه منها. وهن فيما عدا زينب بنت جحش، وجويرية بنت الحارث كن لا يرغب فيهن الرجال. فقد اختير ليكون إنساناً. ولكن إنساناً رفيعاً وهكذا كانت دوافعه في حياته وفي أزواجه على اختلاف الدوافع والأسباب.